# Distrito de Yanaquihua

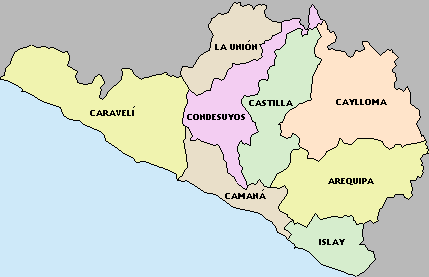
Provincias de Arequipa

El distrito de Yanaquihua es uno de los ocho que conforman la provincia de Condesuyos en el departamento de Arequipa, bajo la administración del Gobierno regional de Arequipa, en el sur del Perú.
Desde el punto de vista jerárquico de la Iglesia católica forma parte de la Prelatura de Chuquibamba en la Arquidiócesis de Arequipa.

## Historia
En los tiempos anteriores a la conquista española la comarca estuvo habitada por los Arunis. El nombre del distrito viene de dos palabras quechuas: yana, que significa negro y quihua, que quiere decir quinua, y se traduce literalmente como "quinua negra", quizás recordando los efectos de la peste Negra, cuya epidemia causó estragos a la población de Huamanmarca entre los años 1640 y 1650.
El distrito fue creado mediante Ley del 2 de enero de 1857, en el gobierno del Presidente Ramón Castilla.

## Autoridades

### Municipales
- 1960-1964
  - Alcalde: Juan Sánchez Barriga
- 2011-2014[4]
  - Alcalde: James Casquino Escobar, del Movimiento Alianza por Arequipa (AxA).
  - Regidores: Valentín Adolfo Huamaní Huamaní (AxA), Osbal Jesús Torres Gonzales (AxA), Tomasa Reyna Navinta Cárdenas (AxA), Roger Ebelin Cayllahui Delgado (AxA), Luis Fernando Delgado Medina (Arequipa Avancemos).
- 2007-2010
  - Alcalde:  James Casquino Escobar.
- 2019 - 2022
  - Alcalde:  EDIN QUISPE CHAVEZ

## Festividades
- Carnavales.
- Virgen del Carmen.
- Inmaculada Concepción.

## Comunidades campesinas
- Comunidad Campesina de Ispacas
- Comunidad Campesina de Charco
- Comunidad Campesina de Arirahua
- Comunidad campesina de Uchumiri
- Anexo de 4 de Agosto
- Anexo de Vallecito
- Anexo de Alpacay
- Asentamiento humano de La Central - Cerro Rico
- Asentamiento humano de Rey
- Asentamiento humano de Yauce - La Barrera
- Asentamiento humano de San Cristóbal